# Stajnica
Stajnica falu Horvátországban, Lika-Zengg megyében. Közigazgatásilag Brinjéhez tartozik.

## Fekvése
Zenggtől 45 km-re, községközpontjától 12 km-re északkeletre, a Lika északi részén, Velebit és a Kis-Kapela hegység között fekszik. Területe jellegzetes karsztvidék, amely magában foglalja a Stajničko polje karsztmezőt, a környező dombos vidéket és a Jaruga-patakot, amely Jezerane közelében bukik a föld alá. A Stajničko polje karsztmezőt északról a Kis-Kapela déli lejtői határolják. Településrészei Brdo, Carapi, Dumenčići, Majtenić, Mesići Stajnički, Murkovići, Sv. Petar, Porkulabi, Rajkovići Stajnički, Sertići Stajnički, Sprajčevo, Stefanići, Tominac Draga, Vlahinici, Vucetići Stajnički, Vujakovo és Zizići.

## Története
A település akkor keletkezett amikor 1638 körül Albert Herberstein zenggi kapitány engedélyével a török elől menekülő vlahok telepedtek le Brinje környékén. Egykor Ostavnicának hívták, első írásos említése 1645-ben történt. Lakói a letelepítés fejében a török elleni harcokban katonai szolgálatot láttak el. A település a katonai határőrvidék részeként az otocsáni ezred brinjei századához tartozott. 1765-ben a brinjei és a jezeroi századot elválasztották az otocsáni ezredtől és az ogulini ezred parancsnoksága alá rendelték. Ez a beosztás a határőrvidékek megszüntetéséig 1881-ig fennmaradt. Szent Miklós plébániáját 1789-ben alapították, ma a közeli Jezeranéról látják el szolgálatát. 1857-ben 1492, 1910-ben 1958 lakosa volt. 1881-ben megszüntették a katonai határőrvidékeket és integrálták őket a polgári közigazgatásba. A trianoni békeszerződésig terjedő időszakban előbb Lika-Korbava vármegye Zenggi járásához, majd 1892-től a Brinjei járáshoz tartozott. Ezt követően előbb a Szerb–Horvát–Szlovén Királyság, majd Jugoszlávia része lett. Jugoszlávia felbomlása után 1991-ben a független Horvátország része lett. 2011-ben a településnek 218 lakosa volt, akik főként mezőgazdasággal, állattartással foglalkoznak.

## Lakosság
| Lakosság változása | Lakosság változása | Lakosság változása | Lakosság változása | Lakosság változása | Lakosság változása | Lakosság változása | Lakosság változása | Lakosság változása | Lakosság változása | Lakosság változása | Lakosság változása | Lakosság változása | Lakosság változása | Lakosság változása | Lakosság változása |
| ------------------ | ------------------ | ------------------ | ------------------ | ------------------ | ------------------ | ------------------ | ------------------ | ------------------ | ------------------ | ------------------ | ------------------ | ------------------ | ------------------ | ------------------ | ------------------ |
| 1857               | 1869               | 1880               | 1890               | 1900               | 1910               | 1921               | 1931               | 1948               | 1953               | 1961               | 1971               | 1981               | 1991               | 2001               | 2011               |
| 1.492              | 1.855              | 1.476              | 1.615              | 1.882              | 1.958              | 1.714              | 1.664              | 1.557              | 1.629              | 1.193              | 878                | 626                | 497                | 301                | 218                |

## Nevezetességei
Szent Miklós püspök tiszteletére szentelt plébániatemplomát 1824-ben építették késő barokk stílusban, az 1920-as években megújították, ekkor korszerűsítették a hajót és kicserélték a tetőt, valamint új harangokat szereztek be. 1933-ban ismét átépítették. Keletelt tájolású egyhajós épület, a hajónál szűkebb sokszögű szentéllyel, a szentélytől északra található sekrestyével és a homlokzat  előtt emelkedő harangtoronnyal. A hajó síkmennyezetű, míg a szentélyt félkupolával látták el. A hajóban egy oszlopos kórus áll. A templom főhomlokzata három tengelyen van kialakítva, amelyek közül a középső rizalitszerűen kiemelkedik. A központi tengelyt koszorúk osztják négy emeletre.
Szent Péter és Pál tiszteletére szentelt kápolnája egy dombon helyezkedik el. A főhomlokzat északnyugati irányba néz. Egyhajós téglalap alaprajzú épület, keskenyebb, téglalap alakú szentéllyel, elöl az oromzaton álló harangtoronnyal. A főhomlokzat előtt zárt előcsarnok található. A kápolna a 19. század elején épült egy középkori templom helyén, melyet nagy valószínűséggel a törökök idejében romboltak le.